# Антоніу де Олівейра Салазар
Антоніу ди Олівейра Салазар (порт. António de Oliveira Salazar; 28 квітня 1889 — 27 липня 1970) — португальський державний і політичний діяч, вчений-економіст. Засновник та лідер Нової Держави, прем'єр-міністр Португалії (1932—1968). Виконувач обов'язків президента Португалії (1951). Народився у Санта-Комба-Дані. Був сином дрібного землевласника Антоніу де Олівейри та Марії Салазар. Випускник Коїмберського університету. Співзасновник Національного союзу (1930). Домігся зміни конституції (1933), що надало йому широкі владні повноваження. Встановив правоконсервативний авторитарний режим. Репресивними заходами відновив суспільний порядок і португальську економіку. Вів курс на придушення комуністично-соціалістичних рухів, допомагав сусідній Іспанії в особі Франко боротися проти лівого уряду. Зберігав нейтралітет Португалії в Другій Світовій війні, залишаючись вірним португальсько-англійському альянсу. Долучився до західного протирадянського блоку від початку Холодної війни. Саме за часів його правління Португалія вступила до НАТО (1949), ООН (1955), ЄАВТ (1960) та ОЕСР (1961). Фактично виступав за збереження Португалією влади над своїми африканськими колоніями, що спричинило початок колоніальних війн, був прибічником лузотропікалізму. Помер у Лісабоні, похований у Санта-Комба-Дані.

## Раннє життя

### Сім'я

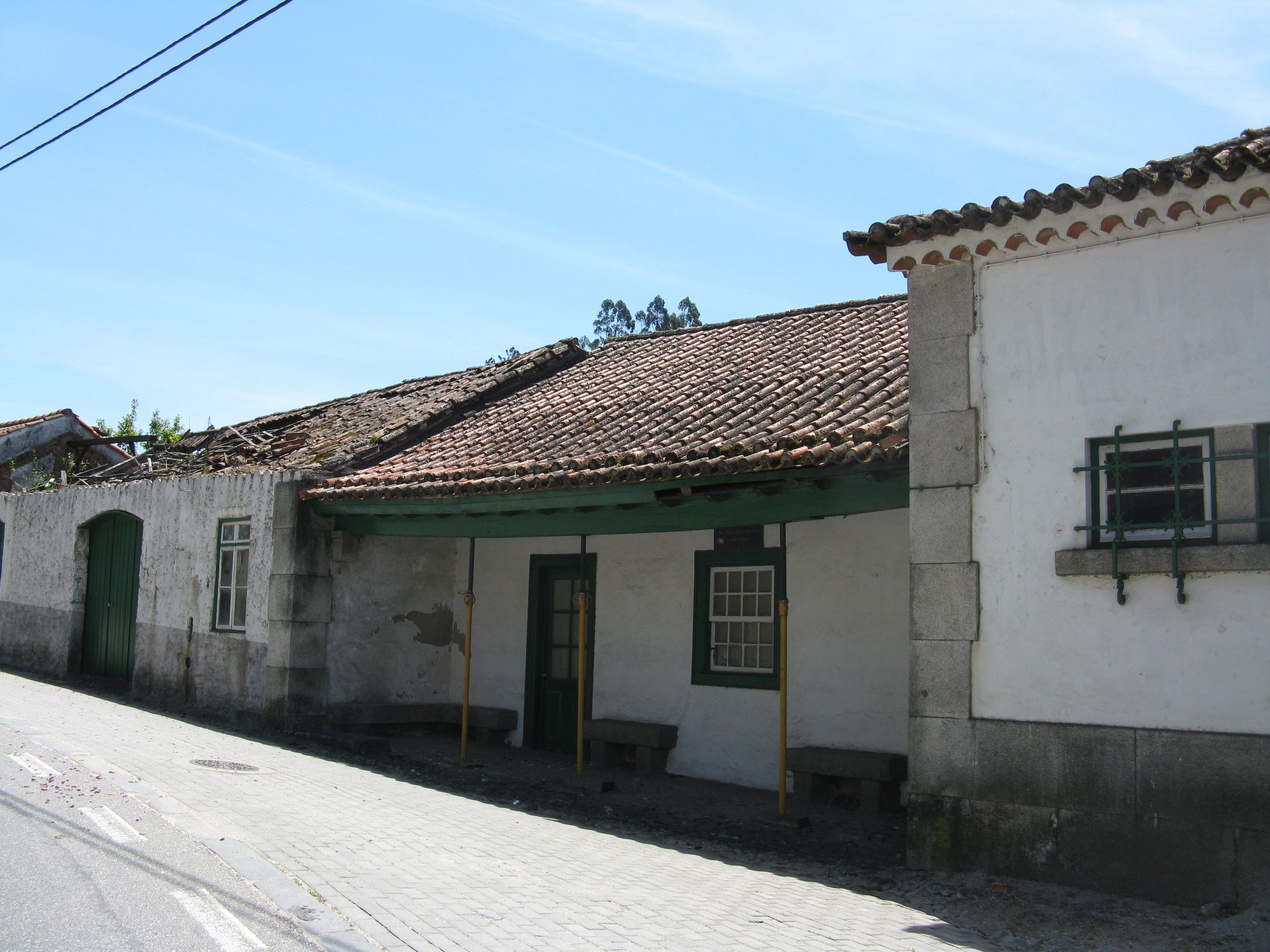
Рідний дім Салазара

Салазар народився 28 квітня 1889 року у Вімейру, поблизу Санта-Комба-Дан (округ Візеу), у сім'ї зі скромним достатком. Його батько, дрібний землевласник, починав як сільськогосподарський робітник, а потім став керівником у заможної родини сільських землевласників регіону Санта-Комба-Дан Перестрело, які володіли землями та іншими активами, розкиданими між Візеу та Коїмброю.
Він був єдиним хлопчиком у Антоніу де Олівейра (1839—1932) та його дружини Марії ду Ресгате Салазар (1845—1926). Згідно з португальськими правилами повного імені, за якими на першому місці стоїть прізвище матері, Салазара мали б звати «Антоніу Салазар де Олівейра» — як у його чотирьох сестер, але з незрозумілих причин порядок імен був змінений, і він став «Антоніу де Олівейра Салазар». Його чотирма старшими сестрами були Марія ду Ресгате Салазар де Олівейра, вчителька початкової школи; Еліза Салазар де Олівейра; Марія Леопольдіна Салазар де Олівейра; і Лаура Салазар де Олівейра, яка 1887 року вийшла заміж за Абеля Паїша де Соузу, брата Маріу Паїша де Соузу, який служив міністром внутрішніх справ при Салазарі.

### Освіта
Салазар відвідував початкову школу у своєму маленькому селі, а згодом перейшов до іншої початкової школи у Візеу. У віці 11 років він виграв безплатне місце в семінарії Візеу, де навчався протягом восьми років, з 1900 по 1908 рік. Салазар думав стати священником, але, як і багато хто з тих, хто вступав до семінарії дуже молодим, вирішив не продовжувати священство після отримання сану. 1910 року, в перші роки Першої республіки, він поїхав до Коїмбри, щоб вивчати право в університеті. У ці студентські роки в Коїмбрі він виявив особливий інтерес до фінансів і закінчив юридичний факультет з відзнакою, спеціалізуючись на фінансах та економічній політиці. 1914 року він закінчив навчання, набравши 19 балів з 20, і став доцентом економічної політики на юридичному факультеті. 1917 року він очолив кафедри економічної політики та фінансів в університеті за призначенням професора Жозе Альберту душ Рейша. Наступного року Салазар здобув докторський ступінь.

## Політика та Нова Держава

### Передумови
Салазару був двадцять один рік, коли відбулася революція 5 жовтня 1910 року, яка повалила португальську монархію і встановила Першу Португальську Республіку. Політичні інститути Першої республіки проіснували до 1926 року, коли на зміну їй прийшла військова диктатура. Спочатку вона була відома як Військова диктатура, а потім, з 1928 року, як Національна диктатура.
Епоху Першої республіки описували як епоху «безперервної анархії, корупції в уряді, заворушень і грабежів, вбивств, свавільних тюремних ув'язнень і релігійних переслідувань». Вона стала свідком інавгурації восьми президентів, 44 змін урядів і 21 революції. Перший уряд республіки проіснував менше ніж 10 тижнів, а уряд, що проіснував найдовше, протримався трохи понад рік. Революція в Португалії стала крилатим словом в Європі. Вартість життя зросла у двадцять п'ять разів, а валюта впала до 1⁄33 своєї вартості в золоті. Державні фінанси Португалії вступили в критичну фазу, перебуваючи під неминучою загрозою дефолту щонайменше з 1890-х років. Прірва між багатими і бідними продовжувала збільшуватися. Режим змусив Португалію 1916 року вступити в Першу світову війну, що лише погіршило загрозливий стан справ у країні. Одночасно з цим католицьку церкву переслідували антиклерикальні масони Республіки, а політичні вбивства і тероризм стали звичним явищем. За офіційними даними поліції, між 1920 і 1925 роками на вулицях Лісабона вибухнуло 325 бомб. Британський дипломат сер Джордж Рендел говорив, що він не може описати «політичне тло інакше, як жалюгідне … дуже відмінне від впорядкованої, успішної й добре керованої країни, якою вона згодом стала за часів правління сеньйора Салазара». Салазар пам'ятатиме про політичний хаос того часу, коли пізніше правитиме Португалією.
Громадське невдоволення призвело до державного перевороту 28 травня 1926 року, який вітала більшість цивільних класів. На той час у Португалії переважала думка, що політичні партії є елементом розколу і що парламентаризм перебуває в кризі. Це призвело до загальної підтримки або принаймні толерантності до авторитарного режиму.

### Рання кар'єра

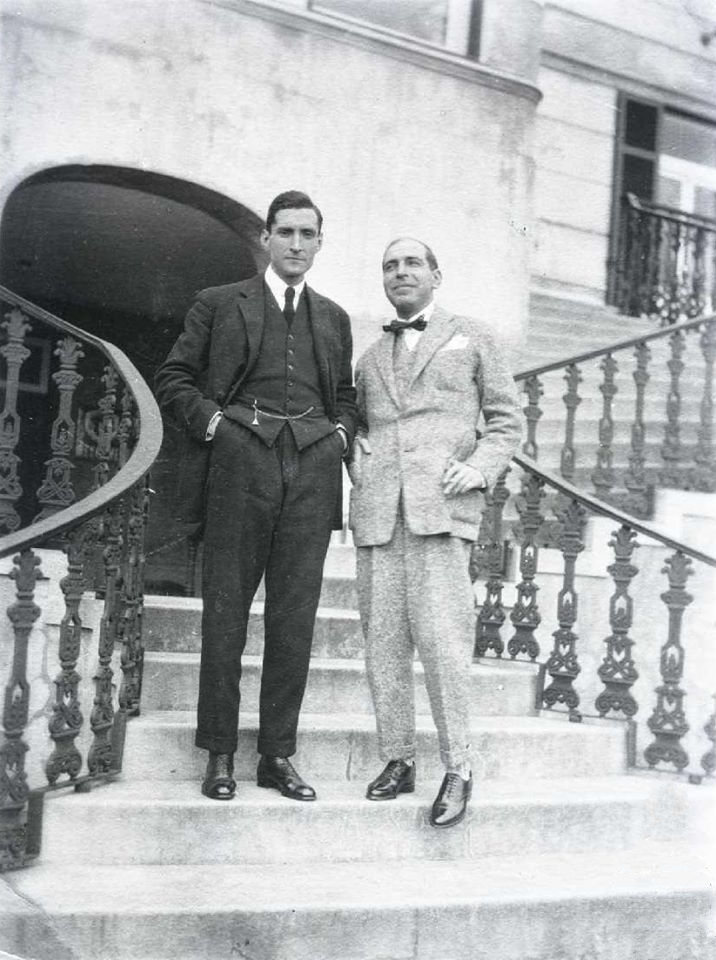
Салазар (зліва), 1925 рік.

У молодості участь Салазара в політиці була зумовлена його католицькими поглядами, які були викликані новою антиклерикальною позицією Першої республіки. Він став членом неполітичного католицького руху «Академічний центр християнської демократії» (порт. Centro Académico de Democracia Cristã). Салазар відкидав монархістів, оскільки вважав, що вони протистоять соціальним доктринам папи римського Лева XIII, якому він дуже симпатизував. Він часто писав статті в журналах, присвячених соціальним дослідженням, особливо в щотижневику O Imparcial, яким керував його друг (а згодом кардинал-патріарх Лісабона) Мануел Гонсалвіш Сережейра. Місцева преса описувала його як «одного з найпотужніших умів нового покоління».
1921 року Салазара переконали висунути свою кандидатуру на виборах до парламенту, хоча він зробив це неохоче. Один раз він з'явився в парламенті й більше не повернувся, вражений безладом, свідком якого він став, і відчуттям марності своєї діяльності. Салазар був переконаний, що ліберальний індивідуалізм призвів до фрагментації суспільства і викривлення демократичного процесу. Після державного перевороту 28 травня 1926 року, який встановив режим Національної диктатури, Салазар на короткий час увійшов до уряду Жозе Мендіша Кабесадаша як міністр фінансів. 11 червня невелика група офіцерів вирушила з Лісабона до Санта-Комба-Дан, щоб переконати його стати міністром фінансів. Салазар провів у Лісабоні п'ять днів. Запропоновані ним умови контролю над витратами були відхилені, він швидко подав у відставку і вже через дві години їхав потягом назад до Коїмбрського університету, пояснивши, що через часті суперечки та загальний безлад в уряді він не може належним чином виконувати свою роботу.
Головною проблемою Португалії 1926 року був величезний державний борг. Кілька разів між 1926 і 1928 роками Салазар відмовлявся від призначення на посаду міністра фінансів. Він пояснював це поганим станом здоров'я, відданістю своїм старим батькам і тим, що віддає перевагу академічним монастирям. 1927 року, за часів міністра Сінеля де Кордеша, державний дефіцит продовжував зростати. Уряд намагався отримати кредити від Baring Brothers під егідою Ліги Націй, але умови були визнані неприйнятними. Коли Португалія опинилася під загрозою неминучого фінансового краху, Салазар нарешті погодився стати міністром фінансів 26 квітня 1928 року після того, як республіканець і масон Ошкар Кармона був обраний президентом. Однак перед тим, як обійняти цю посаду, він особисто заручився від Кармони категоричним запевненням, що на посаді міністра фінансів він матиме право накладати вето на витрати в усіх урядових відомствах, а не лише у своєму власному. Протягом одного року, озброєний спеціальними повноваженнями, Салазар збалансував бюджет і стабілізував португальську валюту. Салазар створив перший з багатьох профіцитів бюджету у Португалії.
У липні 1929 року Салазар знову подав у відставку. Його друг Маріу де Фігейреду, міністр юстиції, прийняв нове законодавство, яке полегшувало організацію релігійних процесій. Новий закон обурив республіканців, спричинив урядову кризу, і Фігейреду погрожував піти у відставку. Салазар порадив Фігейреду не йти у відставку, але сказав своєму другові, що приєднається до його рішення. Фігейреду подав у відставку, а Салазар — на той час госпіталізований через перелом ноги — пішов у відставку 3 липня. Кармона особисто відвідав лікарню 4 липня і попросив Салазара передумати. Прем'єр-міністр Жозе Вісенте де Фрейташ, який не погоджувався з політикою Кармони, залишив уряд. Салазар залишився в уряді на посаді міністра фінансів, але з додатковими повноваженнями.
Салазар залишався на посаді міністра фінансів, в той час, як військові прем'єр-міністри приходили і йшли. Починаючи з першого успішного року перебування на посаді, він поступово став уособлювати фінансове та політичне розв'язання проблеми безладу військової диктатури, яка так і не змогла сформувати чіткого лідера. Нарешті, 5 липня 1932 року президент Кармона призначив Салазара прем'єр-міністром Португалії, після чого він почав діяти ближче до головного потоку політичних настроїв у своїй країні. Авторитарний уряд складався з правої коаліції, і він зміг залучити до себе поміркованих представників кожної політичної течії за допомогою цензури та репресій, спрямованих проти тих, хто не входив до неї. Ті, кого вважали справжніми фашистами, потрапляли до в'язниці або на заслання. Консервативні католики були найпершими і найвідданішими прихильниками Салазара, тоді як консервативні республіканці, яких не вдалося залучити на свій бік, стали його найнебезпечнішими опонентами в ранній період. Вони здійснили кілька спроб державного перевороту, але ніколи не виступали єдиним фронтом, тому ці спроби були легко придушені. Ніколи не бувши справжнім монархістом, Салазар, однак, здобув підтримку більшості монархістів, оскільки Мануел II, вигнаний і скинутий останній король Португалії, завжди підтримував Салазара. Пізніше, 1932 року, саме завдяки діям Салазара скинутий король був похований на державному рівні. Націонал-синдикалісти розривалися між підтримкою режиму і засудженням його як буржуазного. Їм було надано достатньо символічних поступок, щоб Салазар здобув прихильність поміркованих, але решта була репресована політичною поліцією.

## Прем'єр-міністр (1932—1968)

#### Утворення Нової Держави

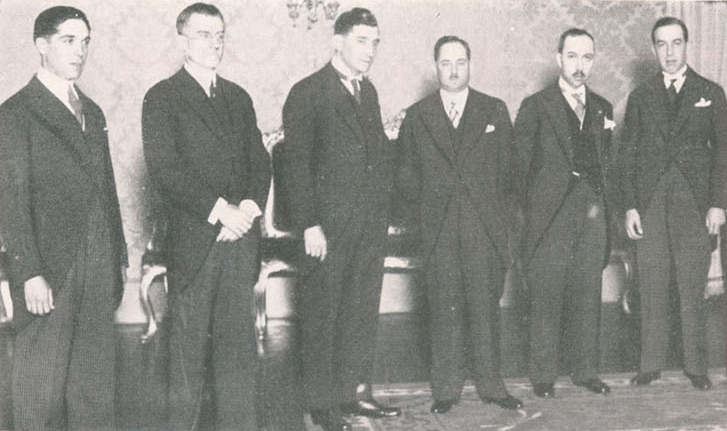
Салазар (третій зліва) разом зі своїм першим урядом, сформованого 1932 року, у Беленському палаці

Політична філософія Нової Держави ґрунтувалася на близькій інтерпретації католицької соціальної доктрини, як і тодішній режим Енгельберта Дольфуса в Австрії. Економічна система, відома як корпоратизм, базувалася на схожих інтерпретаціях папських енциклік Rerum novarum (Лев XIII, 1891) і Quadragesimo anno (Пій XI, 1931), які мали на меті запобігти класовій боротьбі та перетворити економічні проблеми на другорядні стосовно соціальних цінностей. Rerum novarum стверджувала, що трудові об'єднання є частиною природного порядку, як і сім'я. Таким чином, право людей об'єднуватися в профспілки та займатися трудовою діяльністю є невідчужуваним і не може бути заперечене ні роботодавцями, ні державою. Quadragesimo anno надала план для зведення корпоративістської системи.
Групою юристів, бізнесменів, священнослужителів та університетських професорів, під керівництвом Салазара, а також Марселу Каетану, який відігравав важливу роль, була розроблена нова конституція. Конституція створила Нову державу, теоретично корпоративістську державу, що представляє групи інтересів, а не окремих осіб. Лідери хотіли створити систему, в якій народ був би представлений через корпорації, а не через партії, що розколюють суспільство, і в якій національні інтереси були б пріоритетними над вимогами окремих груп. Салазар вважав, що партійна система в Португалії зазнала безповоротної поразки.

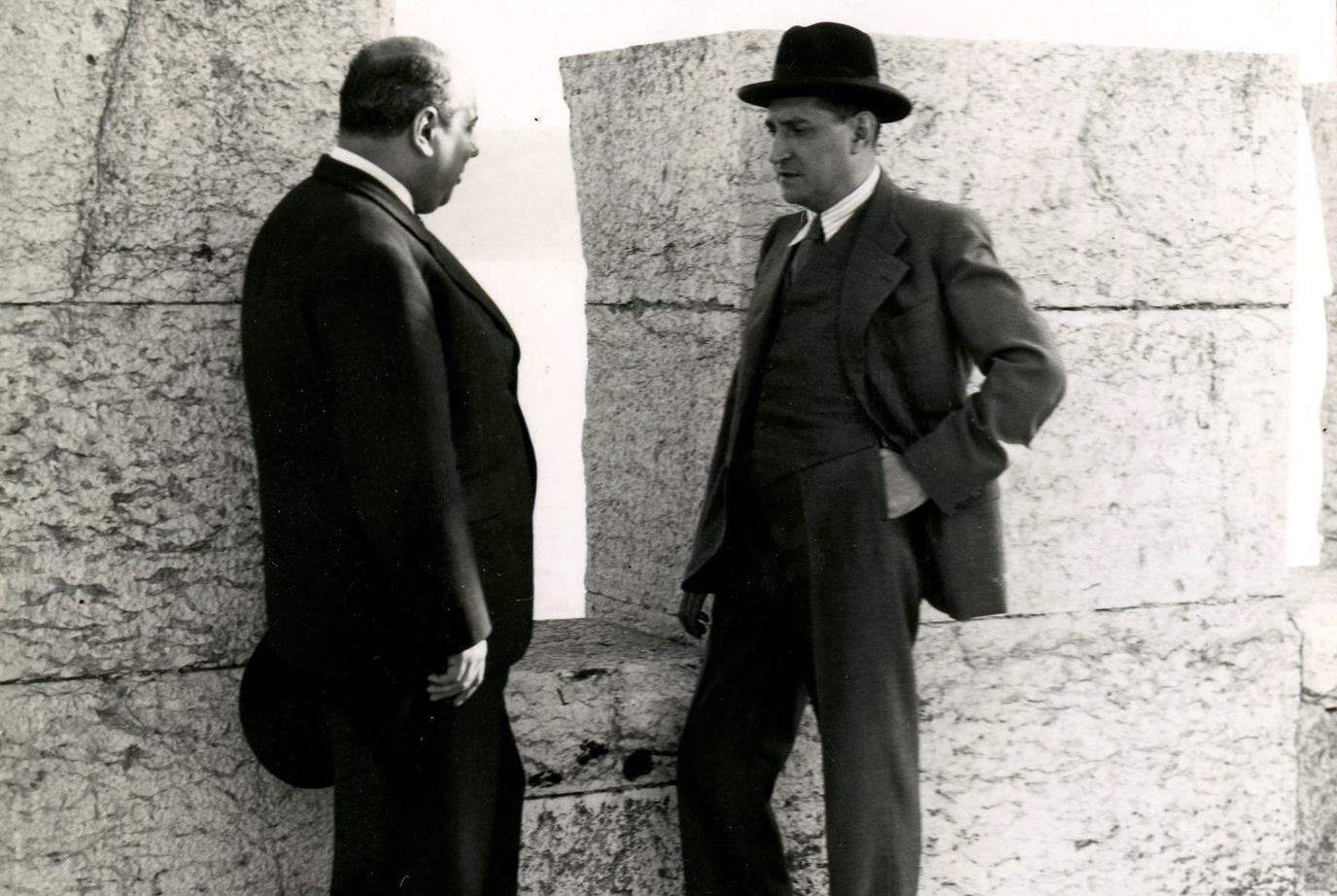
Салазар разом із очільником Секретаріату національної пропаганди Антоніу Ферро, 1933 рік

На відміну від Муссоліні чи Гітлера, Салазар ніколи не мав наміру створити партійну державу. Салазар був проти концепції цілої партії, і 1930 року він створив Національну єдність — де-факто однопартійну організацію, але він створив її як непартійну, оголосивши, що Національна єдність буде антиподом політичної партії. Національна єдність стала допоміжним органом, а не джерелом політичної влади. Національна єдність була створена для контролю і стримування громадської думки, а не для її мобілізації; її метою було зміцнення і збереження традиційних цінностей, а не встановлення нового суспільного ладу. На жодному етапі ситуація не виглядала так, що Салазар бажав, щоб вона виконувала центральну роль, яку набула фашистська партія Муссоліні в Італії, насправді вона мала бути платформою консерватизму, а не революційним авангардом. Міністри, дипломати та державні службовці ніколи не були змушені вступати до Національної єдності.
Законодавчий орган, Національна Асамблея, був обмежений членами Національної єдності. Вона могла ініціювати законопроєкти, але лише з питань, які не потребували державних витрат. Паралельна Корпоративна палата включала представників муніципалітетів, релігійних, культурних і професійних груп, а також офіційних робітничих синдикатів, які прийшли на зміну вільним профспілкам.
Нова конституція, запроваджена Салазаром, встановлювала антипарламентський і авторитарний уряд, який проіснував до 1974 року. Президент мав обиратися всенародним голосуванням строком на сім років. На папері новий документ наділяв президента широкими, майже диктаторськими повноваженнями, включаючи право призначати та звільняти прем'єр-міністра. Президент був піднесений до найвищого становища як «колесо рівноваги», захисник і верховний арбітр національної політики. Президент Кармона, однак, надав Салазару більш-менш повну свободу дій після призначення його прем'єр-міністром і продовжував робити це й надалі. Кармона і його наступники будуть здебільшого підставними особами, оскільки реальна влада належатиме Салазару. Віарда стверджує, що Салазар досяг свого становища не лише завдяки конституційним положенням, але й завдяки своєму характеру: владному, абсолютистському, амбітному, працьовитому та інтелектуально блискучому.
Корпоративістська конституція була схвалена на національному португальському конституційному референдумі 19 березня 1933 року. Проєкт був опублікований за рік до цього, і громадськості було запропоновано висловити свої заперечення в пресі. Ці заперечення, як правило, мали загальний характер, і лише невелика кількість людей, менш як 6000, проголосувала проти нової конституції. Нова конституція була схвалена 99,5 % голосів, але 488 840 утрималися (при зареєстрованому електораті в 1 330 258 осіб), що зарахувалося як «так». Г'ю Кей зазначає, що велика кількість тих, хто утримався, може бути пов'язана з тим, що виборцям було запропоновано пакетну угоду, на яку вони повинні були відповісти «так» або «ні» без можливості прийняти один пункт і відкинути інший. На цьому референдумі жінкам вперше в Португалії було дозволено голосувати. Їхнє право голосу не було отримано за часів Першої республіки, попри зусилля феміністок, і навіть під час голосування на референдумі вимогою для жінок-виборців була середня освіта, в той час, як чоловікам достатньо було вміти читати й писати.

Прапор Національної єдності

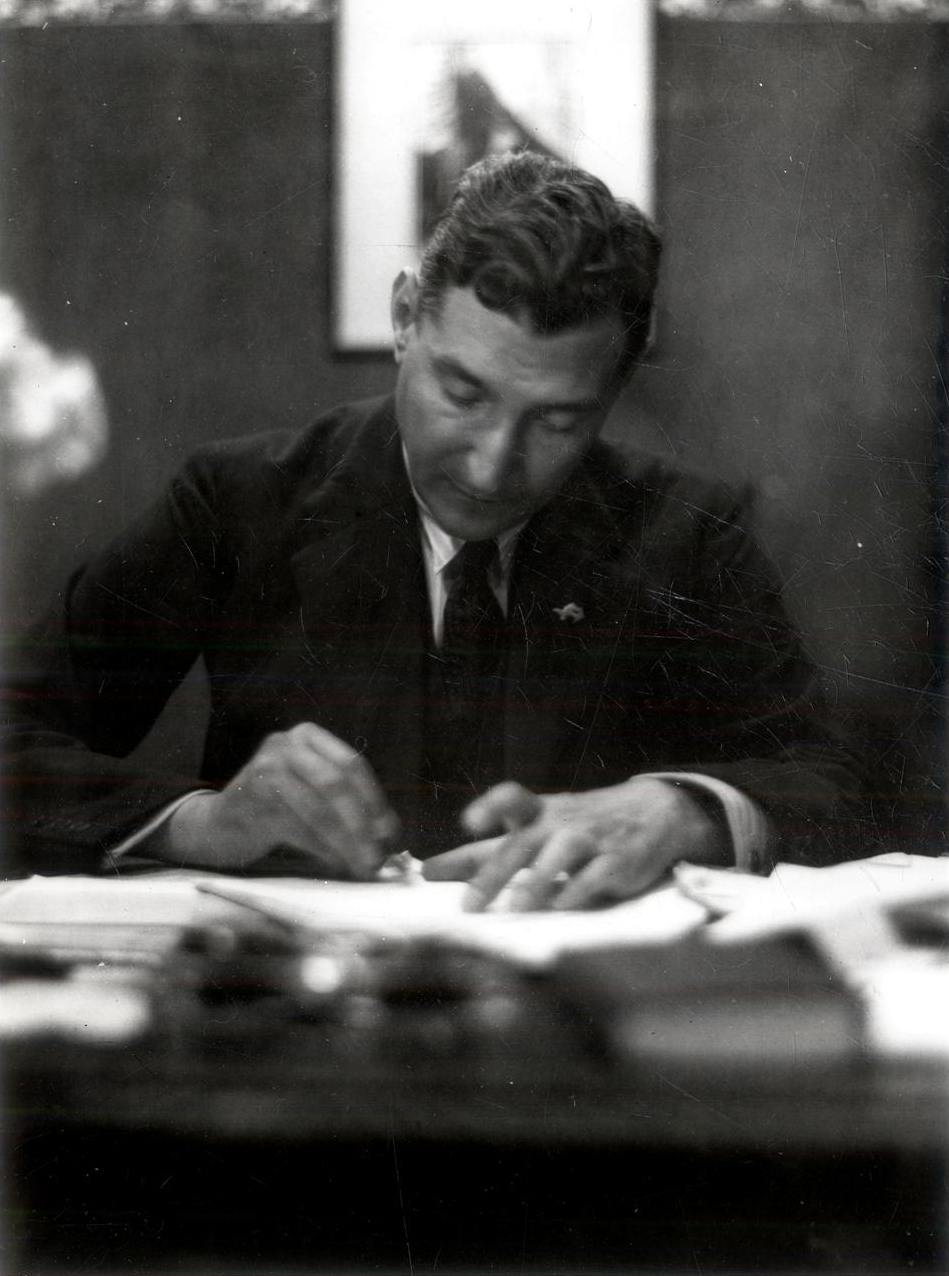
Прем'єр-міністр Салазар підписує закон у Палаціо де Кристал, 1934 рік

1933 рік став переломним в історії законодавства Португалії. Під керівництвом Салазара Теотуніу Перейра, заступник державного секретаря з питань корпорацій та соціального забезпечення, який підпорядковувався безпосередньо Салазару, ухвалив широке законодавство, що сформувало корпоративістську структуру та започаткувало всеосяжну систему соціального забезпечення. Ця система була однаково антикапіталістичною та антисоціалістичною. Корпоратизація робітничого класу супроводжувалася суворим законодавством, що регулювало бізнес. Робітничі організації були підпорядковані державному контролю, але отримали легітимність, якої ніколи раніше не мали, і стали бенефіціарами різноманітних нових соціальних програм. Проте важливо зазначити, що навіть у перші роки, сповнені ентузіазму, корпоративістські організації не були в центрі влади, а отже, корпоратизм не був справжньою основою всієї системи.

##### Відносини з фашизмом
1934 року Салазар заслав Франсішку Ролана Прету в рамках чистки керівництва португальських націонал-синдикалістів, також відомих як «сині сорочки» (порт. camisas azuis). Салазар засудив націонал-синдикалістів як таких, що «надихаються певними іноземними моделями» (маючи на увазі німецький нацизм), а їхнє «звеличення молоді, культ сили через пряму дію, принцип вищості державної політичної влади в суспільному житті, схильність до організації мас навколо одного лідера» — як фундаментальні відмінності між фашизмом і католицьким корпоративізмом Нової Держави. Власна партія Салазара, Національна єдність, була сформована як підпорядкована організація широкого профілю для підтримки самого режиму, а тому не мала власної філософії. У той час багато європейських країн побоювалися руйнівного потенціалу комунізму. Салазар заборонив не лише марксистські партії, але й революційні фашистсько-синдикалістські партії. Одна з головних критик його режиму полягає в тому, що стабільність була куплена і підтримувалася шляхом придушення прав і свобод людини.

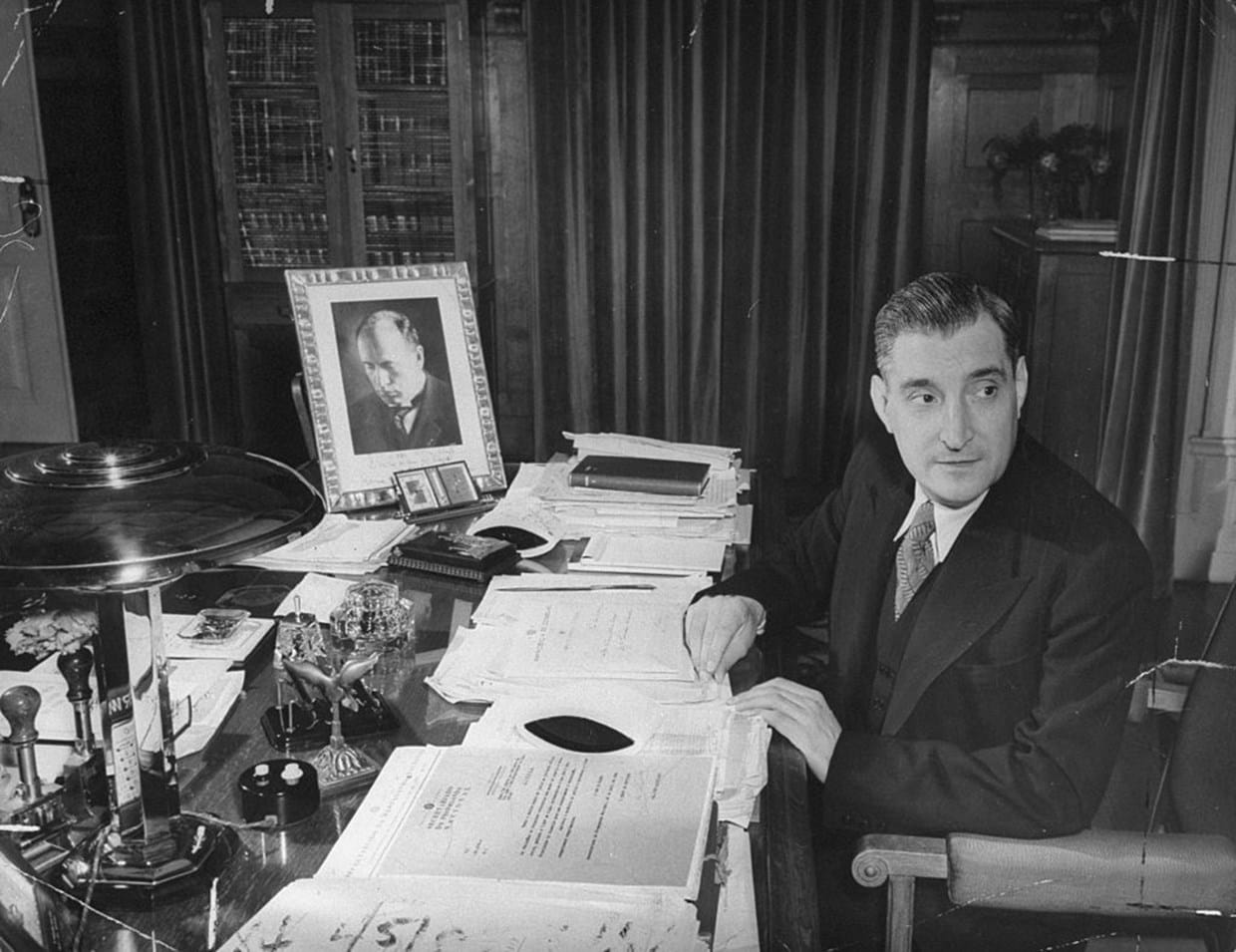
Салазар у своєму кабінеті. На столі перед ним стоїть фотографія Беніто Муссоліні.

Корпоративістська держава мала певну схожість з італійським фашизмом Беніто Муссоліні та його початковим корпоративізмом, але були значні відмінності в моральному підході до управління. Хоча Салазар захоплювався Муссоліні і перебував під впливом його Хартії праці 1927 року, Салазар дистанціювався від фашистської диктатури, яку він вважав язичницькою цезаристською політичною системою, що не визнає ні правових, ні моральних обмежень. Салазар також розглядав німецький нацизм як такий, що сповідує язичницькі елементи, які він вважав огидними. Напередодні Другої світової війни Салазар зробив таку заяву:
Ми проти всіх форм інтернаціоналізму, комунізму, соціалізму, синдикалізму і всього, що може розділити, звести до мінімуму або розбити сім'ю. Ми проти класової війни, нерелігійності та нелояльності до своєї країни; проти кріпацтва, матеріалістичної концепції життя та превалювання сили над правом.
Такі вчені, як Стенлі Пейн, Томас Джерард Ґаллахер, Хуан Хосе Лінц, Антоніу Кошта Пінту, Роджер Ґріффін, Роберт Пакстон і Говард Віарда, вважають за краще розглядати португальську Нову Державу як консервативний авторитарний режим, а не фашистський. З іншого боку, деякі португальські дослідники, такі як Фернанду Розаш, Мануель Віллаверде Кабрал, Мануель де Лусена і Мануель Лофф, вважають, що Нову Державу слід вважати фашистським режимом. Стенлі Пейн писав, що «систему Салазара найкраще можна описати як авторитарний корпоративізм або навіть авторитарний корпоративний лібералізм», а не як фашизм. Історик Хуан Хосе Лінц каже, що фашизм ніколи не пустив коріння в салазарівській Португалії. Португальська Нова Держава відрізнялася від фашизму ще глибше, ніж франкістська Іспанія. Салазар був, по суті, диктатором Португалії, але він віддавав перевагу пасивному суспільству й обмеженій державі, де соціальна влада залишалася в руках церкви, армії та великих землевласників.
Історик Роберт Пакстон зазначає, що однією з головних проблем у визначенні фашизму є те, що його широко імітували. Він пише: «У період розквіту фашизму, в 1930-х роках, багато режимів, які функціонально не були фашистськими, запозичили елементи фашистського декору, щоб надати собі аури сили, життєздатності та масової мобілізації». Далі він зауважив, що Салазар «розгромив португальський фашизм після того, як скопіював деякі з його методів народної мобілізації».

#### Охорона режиму
Салазар покладався на таємну поліцію, щоб забезпечити реалізацію своєї політики. 1933 року була створена Поліція державного нагляду та оборони (порт. Polícia de Vigilância e Defesa do Estado). 1945 року її замінила реорганізована Поліція міжнародної та державної оборони (порт. Polícia Internacional e de Defesa do Estado) (ПІДЕ), яка проіснувала до 1969 року (а з цього року до 1974 року під керівництвом Марселу Каетану — Генеральна дирекція безпеки (порт. Direção-General de Segurança) (DGS). Таємна поліція існувала не лише для захисту національної безпеки в сучасному розумінні, але й для придушення політичних опонентів режиму, особливо тих, хто був пов'язаний з міжнародним комуністичним рухом або Радянським Союзом.

##### Громадянська війна в Іспанії
Громадянська війна в Іспанії, що розпочалася в липні 1936 року, стала очевидною причиною радикалізації режиму. Усередині країни режим зіткнувся з монархічним повстанням 1935 року, загрозою лівого перевороту 1936 року, кількома вибухами бомб і змовами в 1936 і 1937 роках, у тому числі спробою вбивства Салазара 1937 року. Водночас у Лісабоні активно діяли агенти іспанських республіканців, а іспанські війська були розгорнуті на вразливому португальському кордоні, що серйозно загрожувало португальському суверенітету.

На початку громадянської війни в Іспанії Салазар отримав додаткові портфелі військового міністра та міністра закордонних справ, зберігши при цьому керівництво міністерством фінансів, сконцентрувавши таким чином ще більше влади у своїх руках.

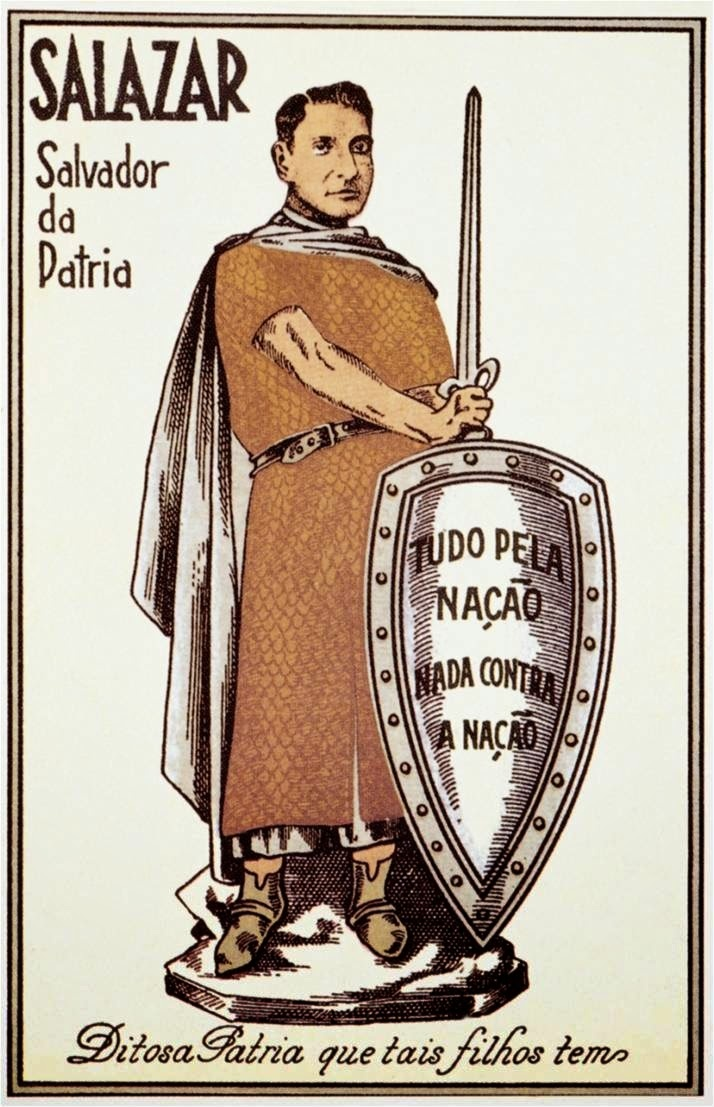
Пропагандистський плакат зі зображенням Салазара як короля Афонсу І. Напис на щиті: «Все для нації, нічого проти нації»

Салазар підтримував Франсіско Франко та націоналістів у їхній війні проти військ Другої республіки, а також анархістів і комуністів. Націоналісти спочатку не мали доступу до морських портів, тому салазарівська Португалія допомагала їм отримувати озброєння з-за кордону, в тому числі боєприпаси, коли у деяких націоналістичних сил їхні запаси практично закінчилися. Через це націоналісти називали Лісабон «портом Кастилії». Пізніше Франко в інтерв'ю газеті «Le Figaro» згадував про Салазара в захоплених тонах:
Найдосконаліший державний діяч, найбільш гідний поваги, якого я знав, — це Салазар. Я вважаю його надзвичайною особистістю за його інтелект, політичне чуття і скромність. Його єдиним недоліком, мабуть, є його скромність.
8 вересня 1936 року в Лісабоні відбувся військово-морський бунт. Екіпажі двох португальських військових кораблів — «Афонсу де Альбукерке» та «Дау» — підняли бунт. Матроси, пов'язані з Комуністичною партією, ув'язнили своїх офіцерів і спробували вивести кораблі з Лісабона, щоб приєднатися до республіканських сил, які воювали в Іспанії. Салазар наказав знищити кораблі вогнем. Наступного дня присяга на вірність стала обов'язковою для всіх державних службовців, а цензура була сильно посилена. Кожен державний службовець був змушений заявити, що він відрікається від комунізму. Цей хрестовий похід мав на меті викорінити не лише комуністів, але й демократичну опозицію. Засуджені моряки за військово-морське повстання 1936 року були першими, котрих відправили до табору Таррафал, створеного Салазаром на островах Кабо-Верде для утримання політичних в'язнів. Його називали «табором повільної смерті», де десятки політичних в'язнів (переважно комуністів, але також і прихильників інших ідеологій) утримувалися в нелюдських нездорових умовах у надзвичайно спекотну погоду і помирали. Історики стверджують, що за майже 40-річний період правління Салазара у в'язницях з політичних мотивів померло 60 осіб.

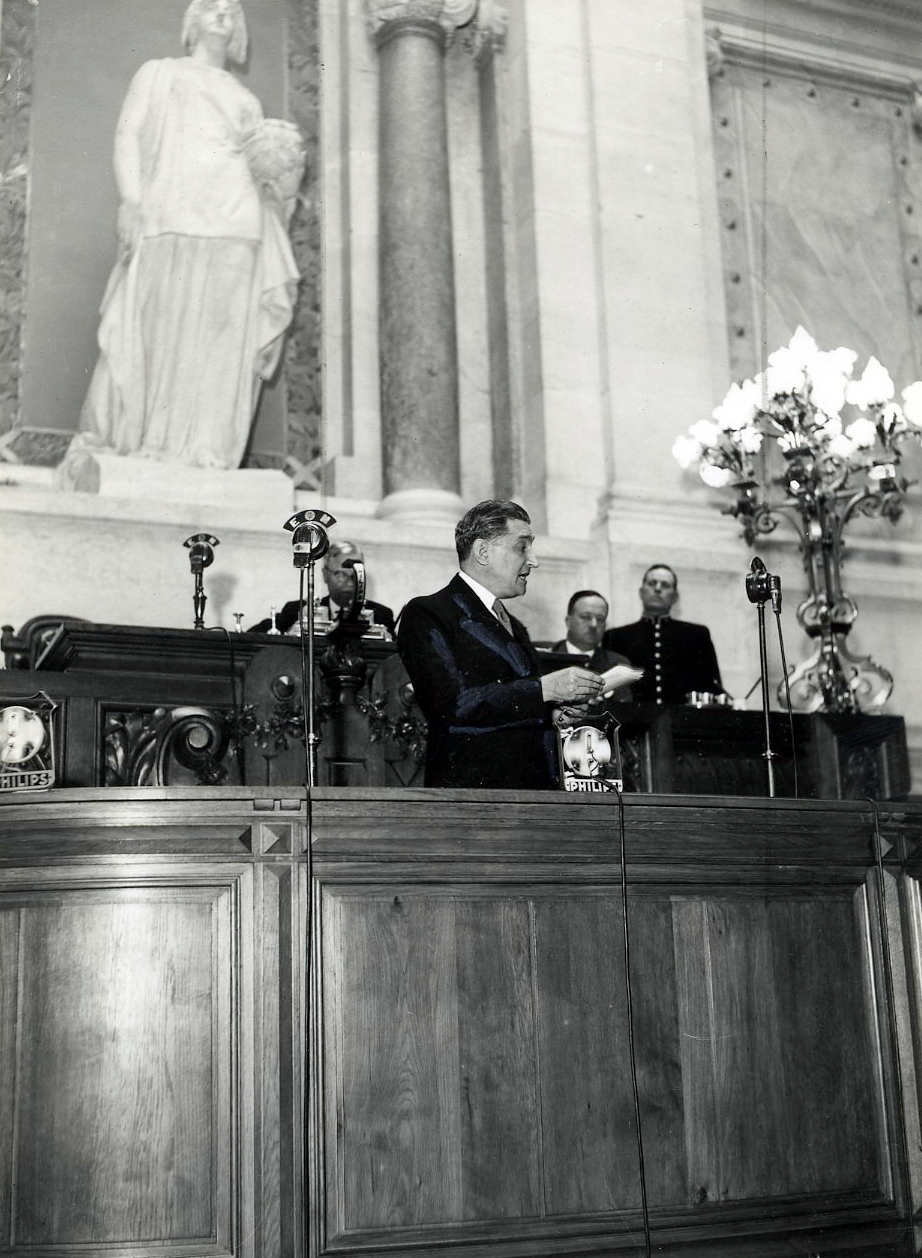
Салазар виступає по радіо, 1938 рік

У січні 1938 року Салазар призначив Педру Теотоніу Перейру спеціальним представником португальського уряду при уряді Франко, де він здобув великий авторитет і вплив. У квітні 1938 року Перейра офіційно став повноправним послом Португалії в Іспанії і залишався на цій посаді протягом усієї Другої світової війни.
Всього за кілька днів до закінчення громадянської війни в Іспанії, 17 березня 1939 року, Португалія та Іспанія підписали Іберійський пакт — договір про ненапад, який ознаменував початок нового етапу в іберійських відносинах. Зустрічі між Франко і Салазаром відіграли фундаментальну роль у цій новій політичній домовленості. Пакт виявився вирішальним інструментом у збереженні Піренейського півострова від гітлерівської континентальної системи.

##### Спроба вбивства
Рішучий консерватизм режиму, природно, викликав опозицію. Емідіу Сантана, засновник Національного синдикату металургів (порт. Sindicato Nacional dos Metalúrgicos) і анархо-синдикаліст, який брав участь у підпільній діяльності проти диктатури, здійснив замах на Салазара 4 липня 1937 року. Салазар прямував на месу до приватної каплиці в будинку свого друга на проспекті Барбоза дю Бокаж у Лісабоні. Коли він вийшов зі свого лімузина Buick, бомба, захована в залізному ящику, вибухнула всього за 3 метри від нього. Вибух не зачепив Салазара, але його шофер втратив слух. Через рік єпископи країни в колективному листі стверджували, що життя Салазара було збережене завдяки «Божому промислу». Службовий автомобіль був замінений на броньований Chrysler Imperial. Розшукуваний ПІДЕ, Емідіу Сантана втік до Великої Британії, де був заарештований британською поліцією і депортований до Португалії. Потім він був засуджений до 16 років ув'язнення.

### Друга світова війна
Салазар пережив соціальні потрясіння, спричинені Першою світовою війною, в якій Португалія брала участь за часів Першої республіки, тому він не намагався брати участі у Другій світовій війні, коли був при владі. Від самого початку війни 1939 року Салазар був переконаний, що Британія зазнає втрат, але залишиться непереможеною, що Сполучені Штати втрутяться в конфлікт і що Антигітлерівська коаліція переможе. Американський журналіст Генрі Дж. Тейлор прокоментував це так: «Я не знайшов жодного іншого лідера континентальної Європи, який би тоді погодився з ним».

#### Нейтралітет
1934 року, за кілька років до початку війни, Салазар в офіційній промові пояснив, що португальський націоналізм не включає язичницький ідеал і антигуманне обожнювання раси чи імперії, а 1937 року Салазар опублікував книгу, в якій розкритикував Нюрнберзькі расові закони, прийняті 1935 року в Німеччині, вважаючи прикрим той факт, що німецький націоналізм був «зім'ятий настільки яскраво вираженими расовими характеристиками», які нав'язали «правову точку зору, відмінність між громадянами та підданими, що загрожує небезпечними наслідками». Щодо Другої світової війни Салазар вважав, що перемога Німеччини означала катастрофу для верховенства права і для периферійних, сільськогосподарських країн, таких як Португалія. Неприязнь Салазара до нацистського режиму в Німеччині та його імперських амбіцій пом'якшував лише його погляд на Третій Рейх як на бастіон проти поширення комунізму, а не як на країну-союзника. Він підтримував іспанських націоналістів через страх перед комуністичним вторгненням у Португалію, але його непокоїла перспектива іспанського уряду, який підтримував тісні зв'язки з державами Осі.
Таким чином, політика нейтралітету Португалії у Другій світовій війні, яку проводив Салазар, включала стратегічний компонент. Країна все ще володіла колоніями, які Португалія не могла захистити від військового нападу. Приєднання до Осі призвело б до конфлікту Португалії з Великою Британією, що, ймовірно, призвело б до втрати її колоній, тоді як приєднання до союзників загрожувало безпеці країни на материку. Конфлікт з Великою Британією був би економічно дорогим, оскільки Португалія покладалася на британські перевезення товарів з португальських колоній на материк. Як ціна за збереження нейтралітету Португалія продовжувала експортувати вольфрам та інші товари як до країн Осі (частково через Швейцарію), так і до країн-союзників. 1 вересня 1939 року, на початку Другої світової війни, португальський уряд оголосив, що 600-річний англо-португальський союз залишається непорушним, але оскільки британці не звертаються по допомогу до Португалії, вона може зберігати нейтралітет у війні, що вона і зробить. У пам'ятній записці від 5 вересня 1939 року британський уряд підтвердив це розуміння.

#### Реакція

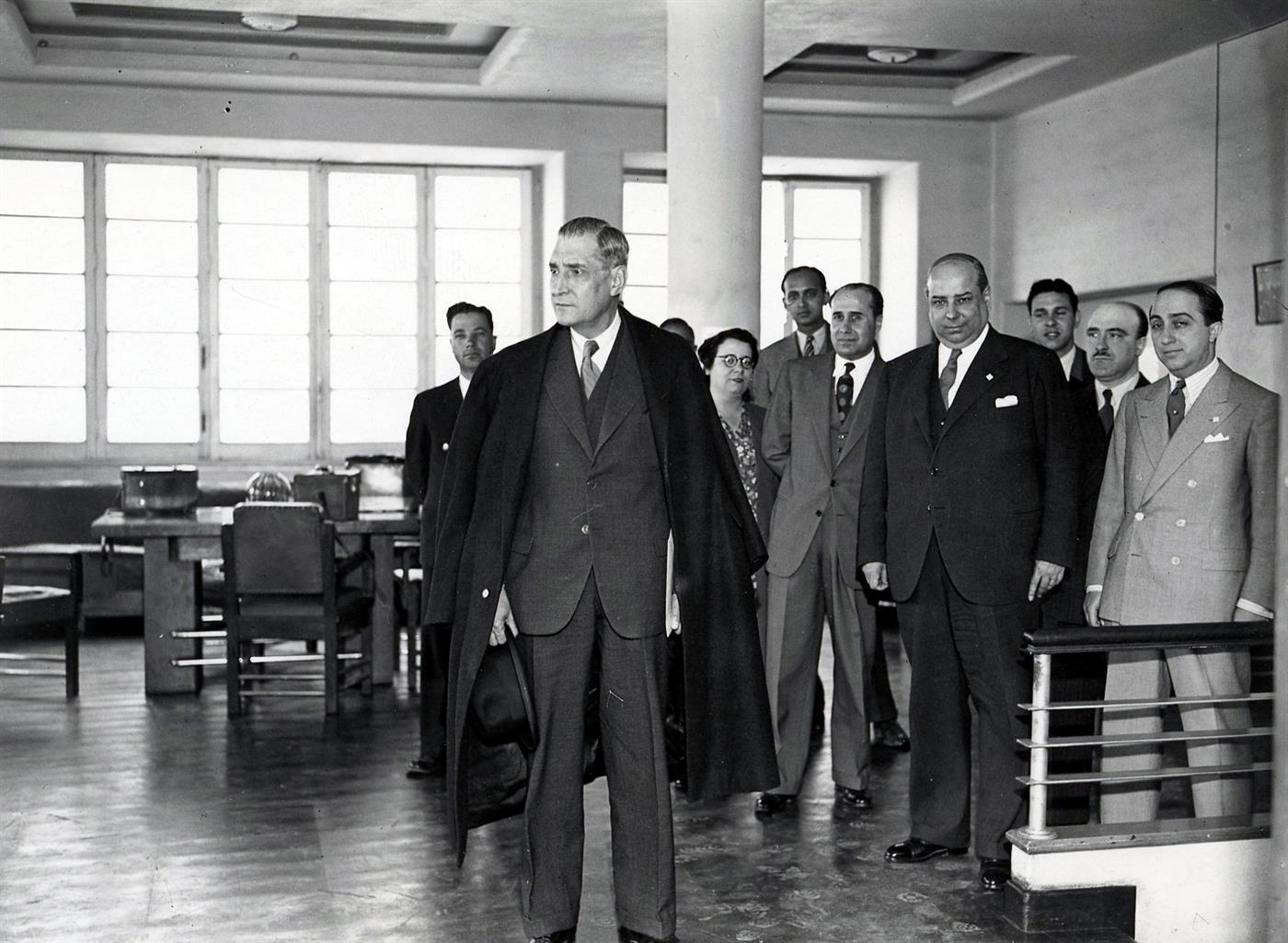
Антоніу Салазар на святкуванні з нагоди 15-річчя його перебування на посаді очільника уряду

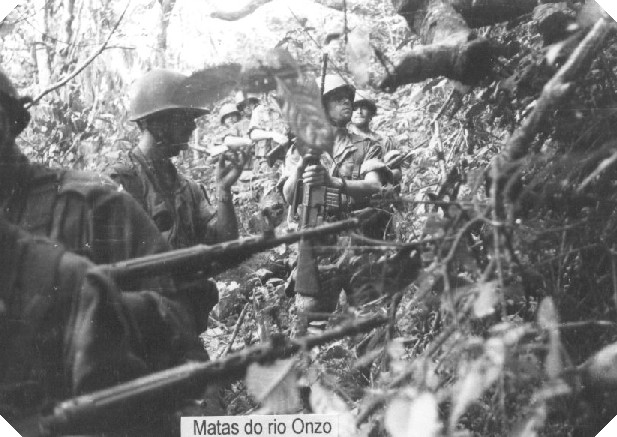
Португальські солдати в Анголі

Британські стратеги вважали, що португальська невойовничість необхідна для того, щоб утримати Іспанію від вступу у війну на боці Осі. Британія визнала важливу роль Салазара 15 травня 1940 року, коли ректор Оксфордського університету Дуглас Віл повідомив йому, що університетська Рада Гебдомадал «одноголосно вирішила на своєму засіданні минулого понеділка запросити Вас [Салазара] прийняти почесний ступінь доктора цивільного права». У вересні 1940 року Вінстон Черчилль написав Салазару листа, в якому привітав його з політикою утримання Португалії від участі у війні, запевняючи, що «як і раніше, протягом багатьох століть англо-португальського союзу, британські та португальські інтереси в цьому життєво важливому питанні збігаються». Британський посол у Мадриді з 1940 по 1944 рік сер Семюель Гор визнав вирішальну роль Салазара у збереженні нейтралітету Іберії під час Другої світової війни та вихваляв його за це. Гор стверджував, що Салазар ненавидів Гітлера і все, що він робив, і що його корпоративна держава принципово відрізнялася від нацистської чи фашистської, оскільки Салазар ніколи не залишав сумнівів у своєму прагненні до поразки нацистів. Історик Карлтон Гейс, першопроходець у вивченні націоналізму, був американським послом в Іспанії під час війни. Він особисто зустрічався з Салазаром і також похвалив його, висловивши схожу з Гором думку у своїй книзі «Місія воєнного часу в Іспанії». У листопаді 1943 року британський посол у Лісабоні сер Рональд Кемпбелл писав, перефразовуючи Салазара, що «суворий нейтралітет був ціною, яку союзники заплатили за стратегічні переваги, що випливають з нейтралітету Португалії, і що якби її нейтралітет замість того, щоб бути суворим, був більш прихильним на нашу користь, Іспанія неминуче кинулася б тілом і душею в обійми Німеччини. Якби це сталося, півострів був би окупований, а потім і Північна Африка, в результаті чого весь хід війни був би змінений на користь Осі».

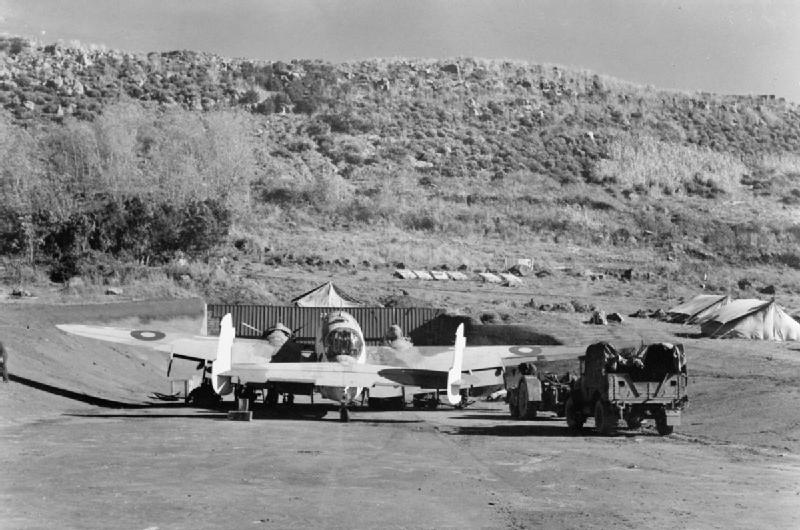
Літак Берегового командування Королівських ВПС на Азорських островах

Сер Рональд Кемпбелл вважав Салазара принципово лояльним до англо-португальського союзу. Коли в травні 1943 року на Третій Вашингтонській конференції учасники домовилися про окупацію Азорських островів (операція «Алакріті»), британський посол відреагував на пропозицію Державного департаменту США як особливо несвоєчасну і незрозумілу на даному етапі. Він нагадав, що на початку війни Салазар зберігав нейтралітет зі схвалення Великої Британії й заявив, що «він [Салазар] відповів би на заклик, якби це було викликано гострою потребою». Британський посол мав рацію, і коли в серпні 1943 року британці звернулися до Португалії з проханням про створення військової бази на Азорських островах, посилаючись на союз, Салазар відповів прихильно і швидко: Португалія дозволила створити ці бази, дозволивши британцям використовувати азорські порти Орта (на острові Фаял) і Понта-Делгада (на острові Сан-Мігел), а також аеродроми Лажеш-Філд (на острові Тершейра) і Сантана-Філд (на острові Сан-Мігел). З листопада 1943 року, коли британці захопили Азорські острови, до червня 1945 року з аеродрому Лажеш вилетіло 8689 американських літаків, в тому числі 1200 бомбардувальників B-17 і B-24, які переправилися через Атлантику на поромах. Вантажні літаки перевозили життєво необхідний персонал і обладнання до Північної Африки, Великої Британії та — після того, як союзники закріпилися в Західній Європі — на аеродром Орлі поблизу Парижа. Літаки, що поверталися з Європи, перевозили поранених військовослужбовців. Медичний персонал аеродрому Лажеш обслужив близько 30 000 повітряних евакуацій на шляху до Сполучених Штатів для надання медичної допомоги й реабілітації. Використання аеродрому Лажеш скоротило час польоту між Бразилією і Західною Африкою з 70 годин до 40, що дозволило літакам здійснювати майже вдвічі більше перельотів, наочно продемонструвавши географічну цінність Азорських островів під час війни. Британський дипломат сер Джордж Ренделл заявив, що з португальським республіканським урядом Бернардіну Машаду було «набагато важче мати справу як з союзником під час Першої війни, ніж з набагато кращим урядом Салазара як з нейтралом під час Другої».

#### Подальші події

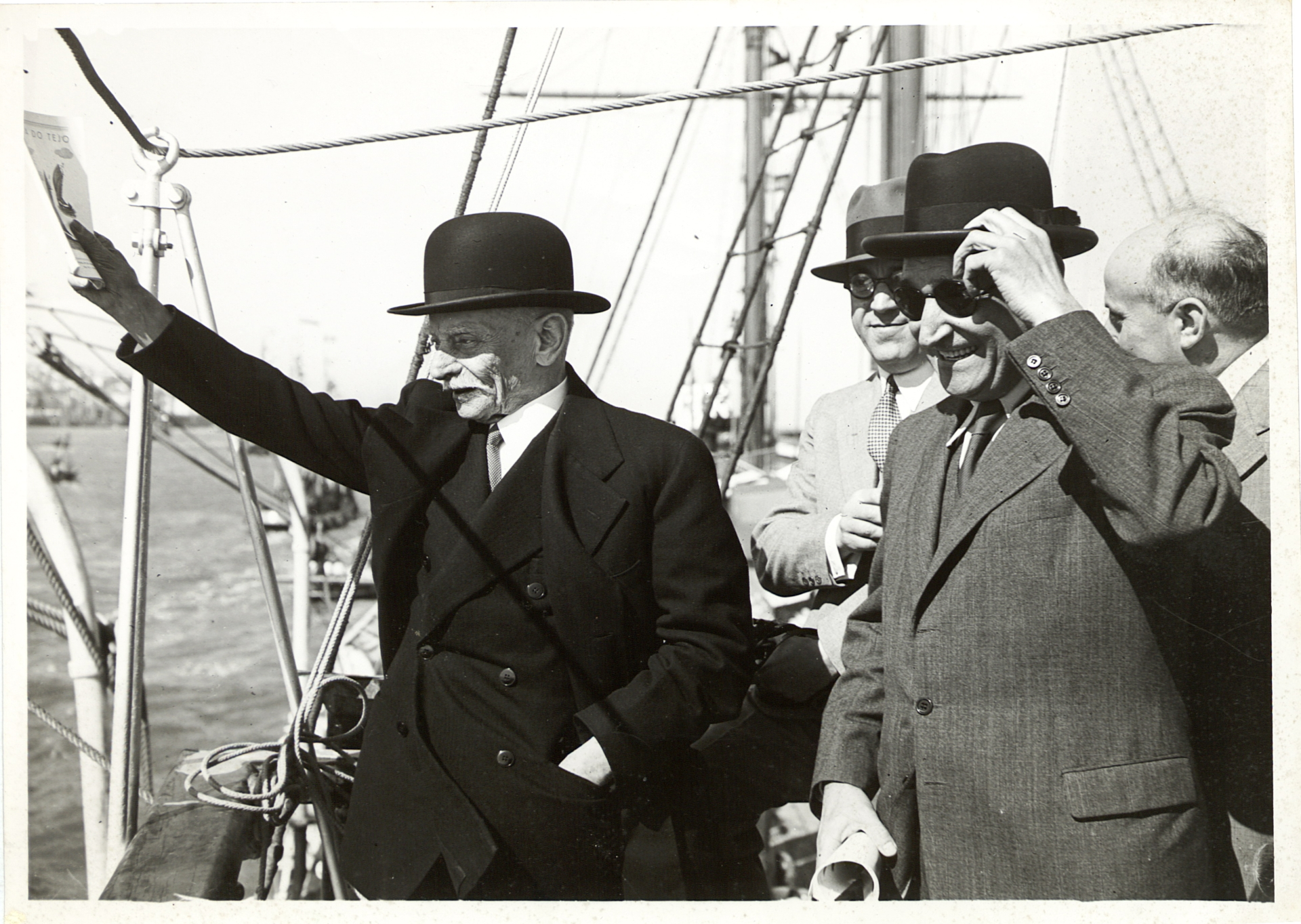
Салазар та Ошкар Кармона на борту корабля «D. Fernando», 1947 рік

До 1945 року Португалія володіла доволі великою кількістю колоній (Азорськими островами, Мадейрою, Кабо-Верде, Сан-Томе і Принсіпі, Анголою, Гвінеєю-Бісау, Мозамбіком, Діу, Даманом, Гоа, Макао та Східним Тимором). Сам же Салазар не бачив жодної необхідності у розширенні цих володінь. Проте він бажав понад усе зберегти вже наявні території. Це сприяло неоднозначному ставленню світової спільноти до Португалії. Коли у світі розпочався процес деколонізації, режим Салазара відмовився від подібного кроку. Було спеціально створено Міністерство у справах заморських територій з метою створення видимості демократизму. Однак це сприяло масовому невдоволенню в самих колоніях, що спричинило початок колоніальних війн, які тривали до самого завершення правління Салазара.
Салазар понад усе прагнув створити для Португалії якомога престижніший імідж. Попри це, країна залишалася антидемократичною. Однак даний факт не завадив її вступу до ООН у 1949 році, що стало своєрідною нагородою за антикомуністичну діяльність прем'єр-міністра та його боротьбу з лівими силами в країні.
У 1968 році стан здоров'я Салазара було серйозно підірвано інсультом, спровокованим падінням зі стільця, і 27 вересня президент Португалії Америку Томаш відсторонив його від державних справ. Наступним очільником уряду став Марселу Каетану. Проте сам Салазар до кінця свого життя так і не дізнався про те, що він уже не є прем'єр-міністром. Очільники міністерств постійно навідували його в лікарні, подавали звіти та створювали ілюзію того, що Салазар залишається главою держави. Було навіть створено газету, яку випускали в єдиному екземплярі спеціально для самого Салазара, щоб він мав доступ лише до окремих «правильних» відомостей.
Салазар помер 27 липня 1970 року. Похований у рідному селі Вімейру, муніципалітет Санта-Комба-Дау. Режим, очолений його соратником Марселу Каетану, протримався лише чотири роки після смерті засновника. У 1974 році Нова держава припинила існування після чергової спроби перевороту, цього разу успішної. Жителі Лісабона зустрічали путчистів квітами, і переворот увійшов в історію як Революція гвоздик, після якої Португалія взяла курс на європейську інтеграцію. [джерело?]

## Особисте життя
Протягом свого життя Салазар ніколи не був одружений. Він був переконаним холостяком та мізантропом. Проте це не заважало йому часто відвідувати оперу, яку він щиро любив. Проте Салазар терпіти не міг публічних виступів, рідко виголошував промови.
Протягом 40 років у його будинку жила Марія де Жезуш, яка була його власною економкою, діловодом та секретаркою. Завдяки такому своєму статусу вона відігравала вагому роль у функціонуванні Нової держави. Була закоханою в Салазара, однак це почуття залишилося невзаємним.